# Nadejda Kosintseva
Nadejda Anatolievna Kosintseva (en russe : Надежда Анатольевна Косинцева, née le 14 janvier 1985) est une joueuse d'échecs russe. Elle détient les titres de maître international et de grand maître féminin, tout comme sa sœur cadette d'un an Tatiana Kosintseva.
Au 1er mars 2015, elle était la 18e joueuse mondiale avec un classement Elo de 2 489 points. Elle est inactive depuis 2017 (elle n'a plus disputé de partie en compétition officielle).

## Biographie

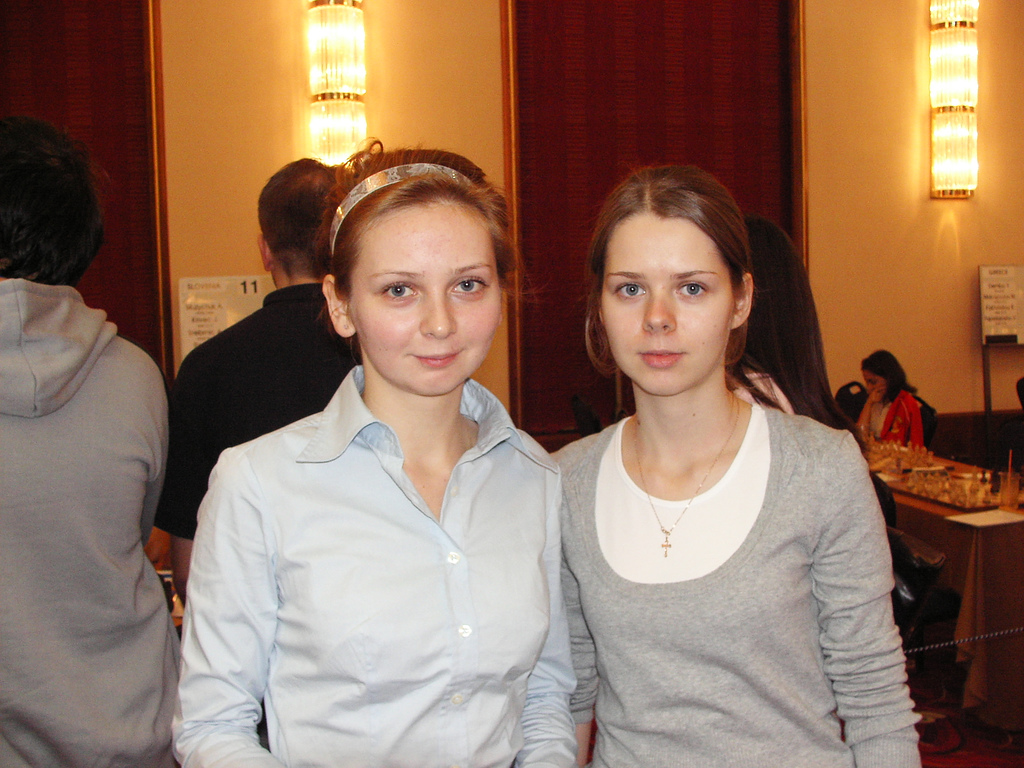
Nadejda et Tatiana Kosintseva aux championnats d'Europe par équipes 2007 disputés à Héraklion

Elle a obtenu de nombreux résultats dès sa prime jeunesse, au championnat d'Europe d'échecs de la jeunesse où elle prend l'or en 1995 à Verdun dans la catégorie des filles de moins de 10 ans, puis à Tallinn en 1997 (filles de moins de 12 ans), et à nouveau à Kallithéa en 2000 (filles de moins de 18 ans). Elle y a également obtenu des médailles d'argent et de bronze dans d'autres catégories.
Au championnat du monde d'échecs de la jeunesse de 1998 à Oropesa del Mar, elle remporte la médaille d'or dans la catégorie des filles de moins de 14 ans. Elle a été deux fois médaille de bronze au championnat du monde junior (catégorie filles de moins de 20 ans) en 2001 et en 2002.
Au championnat d'Europe individuel féminin de 2005 en Moldavie, elle finit 2e derrière Kateryna Lahno.
En 2006, elle a partagé la 2e place de la Superfinale russe féminine avec sa sœur cadette Tatiana, à ½ point du vainqueur. Les deux sœurs, d'un niveau similaire, jouent souvent côte à côte aux Olympiades d'échecs. 
En décembre 2008, elle a remporté le championnat de Russie d'échecs féminin à Moscou.
Son classement Elo de mai 2011 de la Fédération internationale des échecs était de 2 567 points, faisant d'elle la 4e joueuse mondiale.

## Championnats du monde féminins
| Année | Lieu                    | Résultat                         | Ultime adversaire | Adversaires battues                                         |
| ----- | ----------------------- | -------------------------------- | ----------------- | ----------------------------------------------------------- |
| 2004  | Elista                  | deuxième tour                    | Natalia Joukova   | Lela Javakhichvili                                          |
| 2006  | Iekaterinbourg, Russie  | premier tour                     | Hou Yifan         |                                                             |
| 2008  | Naltchik, Russie        | troisième tour                   | Shen Yang         | Misha Mohota Viktorija Čmilytė                              |
| 2012  | Khanty-Mansiïsk, Russie | quart de finale (quatrième tour) | Anna Ushenina     | Melissa Castrillon Gomez Lilit Mkrtchian Tatiana Kosintseva |